# Spartaco Bulgarelli
Spartaco Bulgarelli (Modena, 16 agosto 1920 – ...) è stato un calciatore italiano, di ruolo centrocampista.

## Carriera
Giocò quattro stagioni in Serie A. Tre nelle file del Modena ed una tra le file del Brescia con 19 presenze.

## Palmarès

### Club

#### Competizioni nazionali
- Serie B: 1

Modena: 1942-1943
- Serie C: 1

Marzotto Valdagno: 1950-1951

#### Competizioni regionali
- Promozione: 1

Teramo: 1954-1955